# Bours, Hautes-Pyrénées

Bours este o comună în departamentul Hautes-Pyrénées din sudul Franței. În 2009 avea o populație de 767 de locuitori.

## Evoluția populației
| An        | 1975 | 1982 | 1990 | 1999 | 2006 | 2009 |
| --------- | ---- | ---- | ---- | ---- | ---- | ---- |
| Populație | 524  | 547  | 602  | 715  | 715  | 767  |